# Royal Winnipeg Ballet

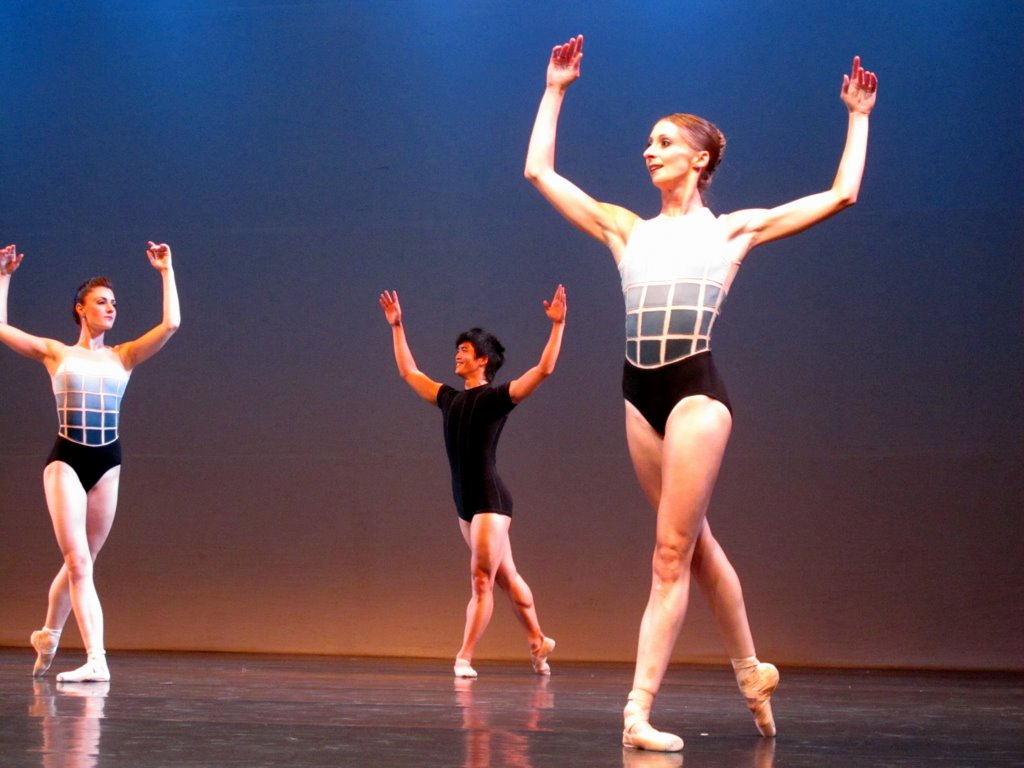
Da sinistra a destra: Amanda Green, Yosuke Mino, e Vanessa Lawson

Il Royal Winnipeg Ballet è una delle compagnie di danza più importanti al mondo. Con sede a Winnipeg, Manitoba, è la più antica compagnia di balletto del Canada e la compagnia di balletto che opera ininterrottamente da più lungo tempo in Nord America.

## Storia
Fu fondato nel 1939 come "Winnipeg Ballet Club" da Gweneth Lloyd e Betty Farrally. Il nome fu cambiato in "Winnipeg Ballet" nel 1941 e la compagnia iniziò le sue tournée in Canada nel 1945. Nel 1948, con l'iniziativa del Winnipeg Ballet, si formò il Canadian Ballet Festival.
Il Royal Winnipeg Ballet ottenne il titolo di "Royal" nel 1953, il primo concesso sotto il regno della regina Elisabetta II. Completò il suo primo tour americano nel 1954. Nel giugno dello stesso anno i locali in affitto della RWB furono devastati dal fuoco; l'intero stock di costumi della compagnia, la musica originale, le partiture coreografiche e le scene furono distrutti. Il direttore Eric Wild è stato direttore musicale della compagnia dal 1955 al 1962.
La compagnia consolidò la sua reputazione sotto la direzione artistica di Arnold Spohr, nato nel Saskatchewan, dal 1958 al 1988. Spohr, che entrò a far parte della compagnia come ballerino nel 1945, durante il suo mandato mantenne una forte attenzione allo sviluppo dei talenti canadesi e allo stesso tempo, sviluppò il RWB come una compagnia di tournée internazionali, attivamente impegnato con coreografi e ballerini provenienti da tutto il mondo per espandere il balletto.
A Spohr succedette il ballerino principale dell'RWB, Henny Jurriëns, che in passato era assistente del direttore del Balletto Nazionale Olandese Rudi van Dantzig. Jurriëns, tuttavia, morì in un incidente automobilistico nell'aprile del 1989. Nel 1990 John Meehan dell'American Ballet Theatre divenne direttore artistico, ma lasciò nel 1993 in seguito alle persistenti difficoltà finanziarie della compagnia. William Whitener, ex direttore artistico del Les Ballets Jazz de Montréal, fu scelto per succedere a Meehan. Continuando i problemi finanziari e lo stato di "agitazione" dei ballerini, Whitener fu svincolato meno di due anni dopo.
André Lewis fu nominato nel 1996 come direttore artistico. La collaborazione decennale di Lewis con il RWB iniziò nel 1975 quando fu accettato nella Professional Division presso la Royal Winnipeg Ballet School. Nel 1979 entrò a far parte della Royal Winnipeg Ballet Company e si esibì come ballerino con la RWB fino al 1990. I ruoli di Lewis comprendono: Gunther in Lo schiaccianoci; Mercuzio in Romeo e Giulietta; e Jamie Paul in The Ecstasy of Rita Joe. Direttore musicale e direttore d'orchestra è Tad Biernacki e Senior Ballet Master è Johnny W. Chang.
La ballerina più coinvolta nel RWB fu Evelyn Hart; c'erano anche molti altri grandi ballerini, tra cui Mikhail Baryshnikov. Nata a Toronto, Ontario, nel 1956, Evelyn Hart ha debuttato professionalmente con la RWB nel 1976. Nel 1980 ha vinto la medaglia di bronzo al World Ballet Concours in Giappone e la medaglia d'oro al Concorso internazionale di balletto di Varna dove ha anche ha ricevuto l'Exceptional Artistic Achievement Award. Entrambe le medaglie sono state assegnate per la sua interpretazione del Belong pas de deux, creato dal coreografo di fama internazionale Norbert Vesak come parte del suo lavoro What To Do Till the Messiah Comes. Evelyn Hart fu insignita dell'Ordine del Canada nel 1983. Ha lasciato il RWB nel 2005. David Peregrine, partner di lunga data della Hart, entrò a far parte del Royal Winnipeg Ballet come membro del corpo di ballo nel 1975 ed diventò un solista tre anni dopo e ballerino principale nel 1980; quell'anno la coppia si esibì insieme a Varna. Peregrine fu nominato ufficiale dell'Ordine del Canada nel 1986.
Altre menzioni d'onore per i ballerini comprendono la ballerina principale Laura Graham, che nel 1990 ha ricevuto una medaglia d'Argento al 14° Varna International Ballet Competition. La sua squadra includeva il ballerino principale Steven Hyde, che ricevette la miglior onorificenza come non concorrente ed il solista Mark Godden che fu premiato per la migliore nuova coreografia per "Myth". La ballerina principale Suzanne Rubio la seguì nel 1991 vincendo una medaglia di bronzo al secondo concorso internazionale di ballo di Helsinki.
Nel 1992 Gweneth Lloyd, co-fondatore della compagnia, divenne il primo beneficiario del Performing Arts Award del Governatore Generale per il Lifetime Artistic Achievement.
L'azienda trascorre venti o più settimane all'anno sulla strada, presentando oltre 100 spettacoli ogni anno in entrambi i centri grandi e piccoli. La compagnia monta anche quattro produzioni all'anno nella sede delle arti dello spettacolo di Winnipeg, la Centennial Concert Hall.

## Royal Winnipeg Ballet School

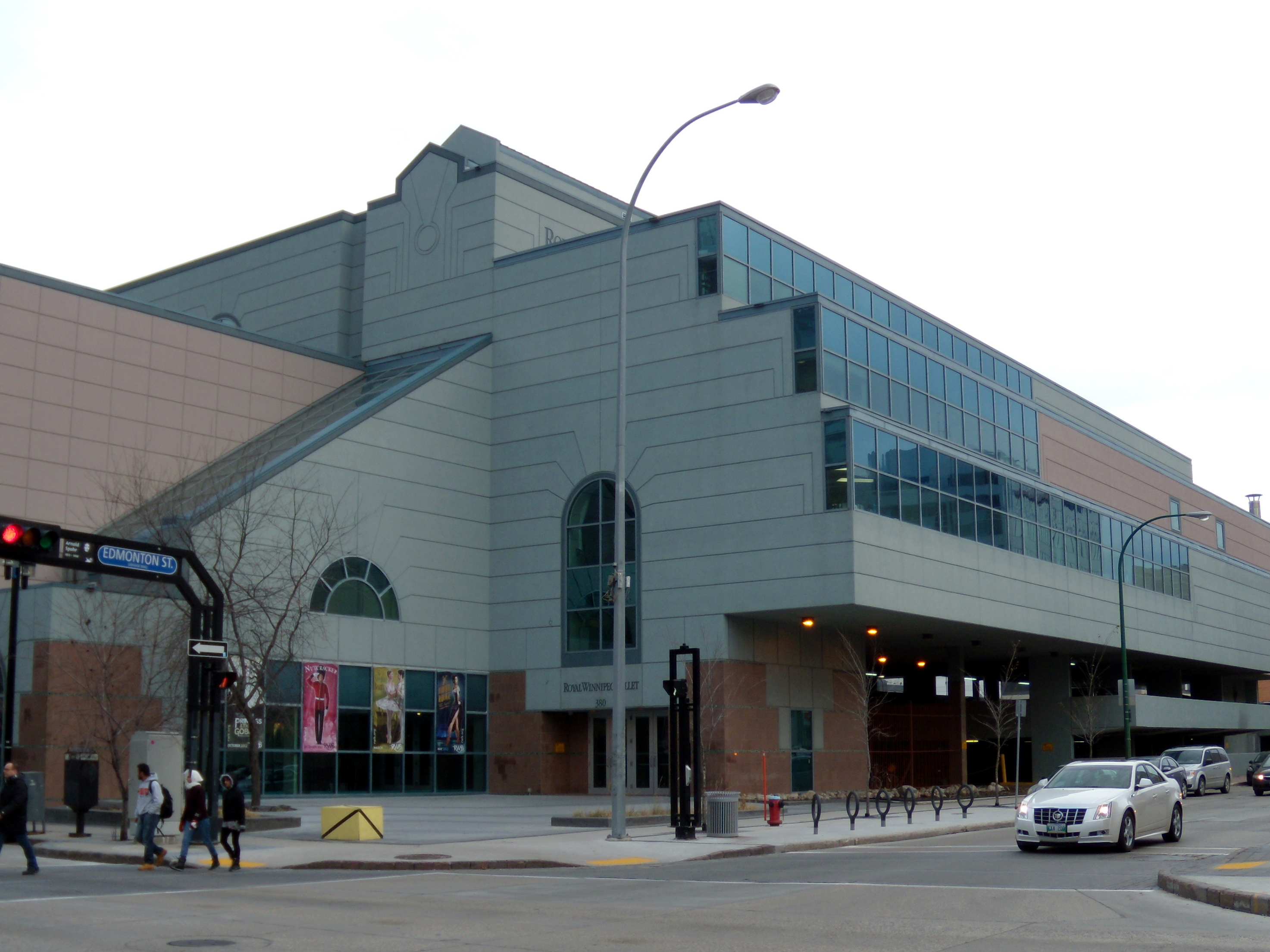
L'edificio del Royal Winnipeg Ballet, al 380 di Graham Avenue

La Royal Winnipeg Ballet School, Professional Division è un esclusivo programma di formazione di balletto classico a tempo pieno per studenti dai 6 ai 12 anni. La scuola comprende circa 72 giovani ballerini, selezionati da tutto il mondo ed i laureati hanno carriere internazionali nelle migliori compagnie in Canada e all'estero. L'edificio attuale è stato inaugurato nel gennaio 1988.
David Lee Moroni, ex ballerino principale del RWB, guidò il programma di formazione professionale della compagnia dal 1970 al 2003. Tra gli illustri studenti di Moroni c'erano Evelyn Hart, David Peregrine, André Lewis, Tara Birtwhistle e Jennifer Welsman. Nel 1990 Moroni ha ricevuto l'Ordine del Canada.
Dal 2003 in poi Arlene Minkhorst è stata la direttrice della scuola, e Jacqueline Weber è stata la direttrice della divisione professionale.

## Coreografia
Nel 2002 l'interpretazione del Royal Winnipeg Ballet della storia di Dracula, coreografata da Mark Godden, fu girata in un film per la televisione intitolato Dracula: Pages from a Virgin's Diary diretto da Guy Maddin. Il film fu successivamente distribuito nelle sale. Godden, che divenne il primo coreografo del RWB nel 1991, ha creato diversi altri importanti lavori per la compagnia, tra cui: Angels in the Architecture, Dame Aux Fruits, A Darkness Between Us, Shepherd's Wake e Svengali.
Il Royal Winnipeg Ballet del Canada è la prima organizzazione a presentare una produzione teatrale o di danza delle opere di Leonard Cohen. Durante l'incarico presso il RWB del direttore artistico Arnold Spohr (1958-1988), nell'estate del 1970, Brian Macdonald coreografò The Shining People di Leonard Cohen che debuttò a Parigi. Quel luglio fu allestito al National Arts Center canadese di Ottawa, con l'eclettico gruppo rock Lighthouse che inaugurò lo spettacolo.
Nel 2002 il Royal Winnipeg Ballet ha commissionato al coreografo americano Val Caniparoli il primo balletto integrale, intitolato A Cinderella Story di Val Caniparoli, utilizzando la musica del compositore Richard Rodgers. "La storia era ben nota, ma originale, la coreografia elegante, ma classica, la musica un nuovo amalgama di jazz riffs e turninii, basato sui temi di un compositore vintage, ed è la reginetta del ballo".
Nel maggio 2012 la compagnia ha presentato la prima mondiale di The Doorway - Scenes from Leonard Cohen, un pezzo di danza contemporanea basato sulle parole e la musica di Cohen, coreografato da Jorden Morris. I precedenti lavori di Morris per il RWB includono il grande balletto classico di grande successo Peter Pan (2006) e Moulin Rouge - The Ballet (anteprima del 2009). In questo nuovo balletto, composto da cinque vignette, le canzoni registrate e le interviste di Cohen si fondono con la musica dal vivo. Hallelujah è interpretato dal musicista Allison Crowe (voce e pianoforte) e dai ballerini Sophia Lee e Jo-Ann Sundermeier a date alterne. Nel novembre 2012 il RWB ha portato in tour The Doorway con grande successo con tre spettacoli di canto dal vivo di Crowe.

## Ballerini
Ballerini della stagione 2015-2016 del Royal Winnipeg Ballet:

### Principali
- Dmitri Dovgoselets

- Liang Xing

- Sophia Lee

- Jo-Ann Sundermeier

### Solisti
- Yayoi Ban

- Yosuke Mino

- Josh Reynolds

### Secondi Solisti
- Sarah Davey
- Alanna McAdie

- Kostyantyn Keshyshev

- Egor Zdor

- Elizabeth Lamont

### Corpo di ballo
- Katie Bonnell
- Thiago Dos Santos
- Stephan Possin

- Liam Caines
- Yoshiko Kamikusa
- Luzemberg Santana

- Tyler Carver
- Chenxin Liu
- Manami Tsubai

- Jaimi Deleau
- Sarah Yeung
- Ryan Vetter

### Apprendisti
- Philippe Larouche

- Jesse Petrie

- Yue Shi

- Saeka Shirai